# Туманян, Арташес Самвелович
Арташе́с Самве́лович Туманя́н (арм. Արտաշես Թումանյան, 16 ноября 1949, село Дебедашен, Ноемберянский район) — армянский государственный деятель.

## Биография
- 1966—1971 — Ереванский политехнический институт, факультет технической кибернетики. Кандидат экономических наук, доцент.
- 1972—1978 — Кироваканский филиал Ереванского политехнического института, преподаватель кафедры высшей математики.
- 1978—1982 — начальник конструкторского бюро Кироваканского завода электронно-вычислительной техники, главный конструктор.
- 1982—1988 — освобождённый секретарь партийного комитета Кироваканского завода электронно-вычислительной техники.
- 1988—1990 — начальник организационного отдела горсовета Кировакана АКП.
- 1990—1995 — депутат верховного совета Армянской ССР.
- 1990—1992 — заместитель председателя постоянной комиссии по финансово-кредитным, бюджетным и экономическим вопросам парламента Армении.
- 1992—1995 — вице-спикер парламента Армении.
- 1995—1999 — депутат парламента Армении. Член постоянной комиссии по финансово-бюджетным, кредитным и экономическим вопросам. Беспартийный.
- 1997—1998 — начальник налоговой службы Армении.
- 1998—1999 — советник президента Армении.
- 1999—2000 — первый заместитель министра иностранных дел Армении.
- 2000—2006 — руководитель администрации президента Армении.
- 2006—2015 — председатель совета директоров «ЛИСАМ» юридические услуги.
- С 17 февраля 2015 года - Чрезвычайный и полномочный посол Республики Армения в Исламской Республике Иран.